# کابیله

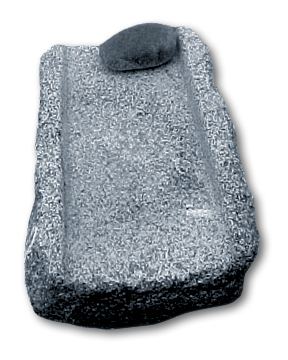
کابیله و دانه‌کوب.

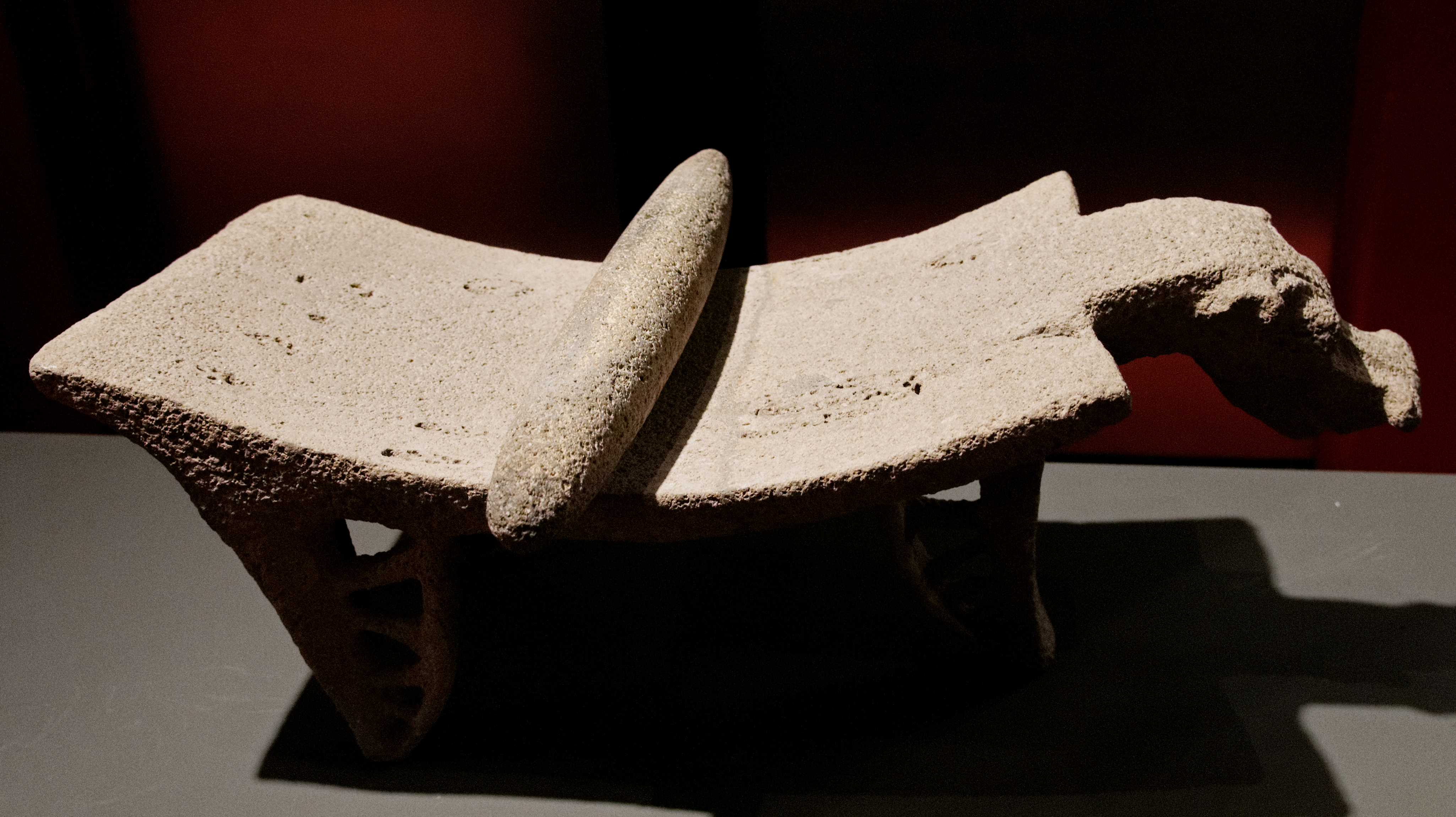
کابیله تاریخی (کستاریکا).

کابیله هاون مسطحی است که برای کوبیدن و آماده کردن دانه غلات استفاده می‌شود. سنگی که در مشت قرار می‌گیرد و با آن بر روی کابیله می‌کوبند دانه‌کوب نام دارد. در آمریکای مرکزی معمولاً زنان از کابیله برای خرد کردن دانه‌های ذرت و درست کردن تورتیلا استفاده می‌کردند. هاون‌های مشابه با کابیله در سراسر جهان ازجمله در چین نیز استفاده دارند.
کابیله معمولاً بسته به منطقه، از سنگ‌های آتشفشانی سخت یا سنگ آهک که نرم‌تر است ساخته می‌شود. در زبان سرخ‌پوستان ناهوآتل به کابیله métlatl می‌گویند که این واژه در انگلیسی به صورت metate در آمده است.